# Brigade des fusiliers britannique
La brigade des fusiliers britannique (en anglais Rifle Brigade (Prince Consort's Own)) est un régiment d'infanterie légère de la British Army (armée de terre britannique). D'abord nommé 95e régiment de fusiliers à sa création en 1802, il prend ensuite le nom de brigade des fusiliers en 1816.

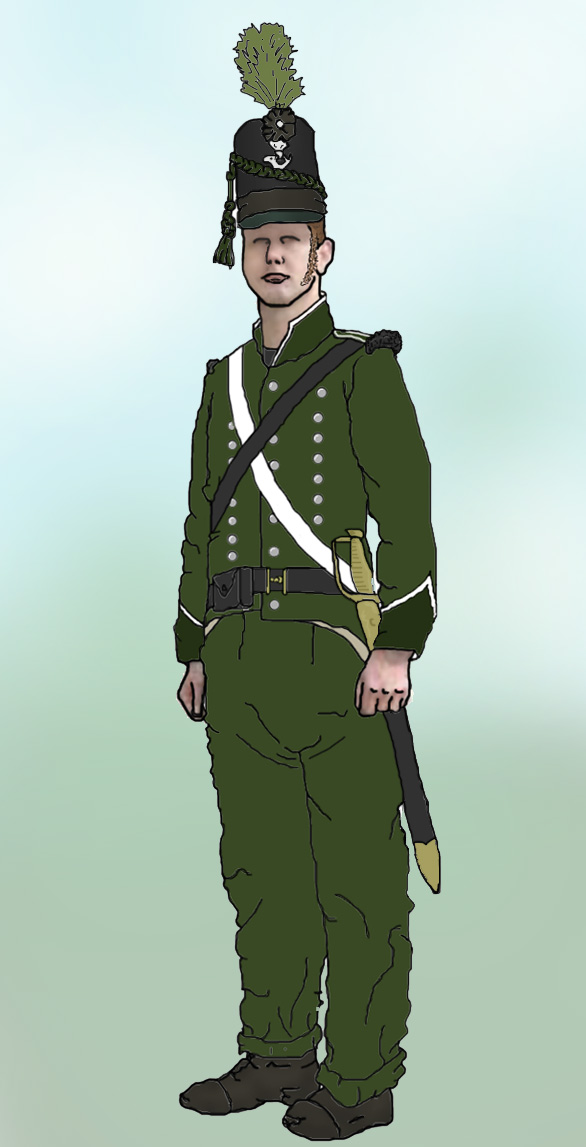
Uniforme du de fusiliers en 1815.